# Степной Кучук
Степной Кучук — село в Родинском районе Алтайском крае. Административный центр и единственный населённый пункт Степно-Кучукского сельсовета.

## История
Основано село в 1776 году.

## География
Село находится у р. Кучук.
Уличная сеть
Гагарина улица, Карла Маркса улица, Комсомольская улица, Мельничная улица, Молодежная улица, Набережная улица, Свердлова улица.

## Население
| 1926  | 1997  | 1998  | 1999  | 2000  | 2001  | 2002  |
| ----- | ----- | ----- | ----- | ----- | ----- | ----- |
| 1384  | ↘1167 | ↗1246 | ↗1298 | ↗1309 | ↘1275 | ↗1285 |
| 2003  | 2004  | 2005  | 2006  | 2007  | 2008  | 2009  |
| ↘1271 | ↗1280 | ↗1297 | ↘1283 | ↗1308 | ↘1169 | ↘1103 |
| 2010  | 2011  | 2012  | 2013  | 2014  | 2015  | 2016  |
| ↘1077 | ↘1074 | ↘1060 | ↘1040 | ↘1002 | ↘995  | ↘954  |
| 2017  | 2018  | 2019  | 2020  | 2021  |       |       |
| ↘950  | ↘935  | ↘912  | ↘897  | ↘893  |       |       |

## Инфраструктура
Имеется средняя школа — 1, детский сад — 1, ФАП — 1, сельский Дом культуры — 1, магазинов — 3, библиотека — 1, почтовое отделение — 1. Работают 7 индивидуальных предпринимателей, специализирующихся на растениеводстве и животноводстве.

## Транспорт
01К-50 Родино — Степной Кучук — Камышенка — Завьялово.